# Sound of Hope: The Story of Possum Trot
Pour plus de détails, voir Fiche technique et Distribution.
Le Son de l'Espoir - L'Histoire de Possum Trot (Sound of Hope: The Story of Possum Trot) est un film américain réalisé par Joshua Weigel et sorti en 2024. Il s’agit d'un film biographique sur Donna et le révérend Martin.

## Synopsis
Après le décès de sa mère en 1996, Donna ressent un appel à prend soin d’enfants sans parents. Après avoir contacté une agence d’adoption, elle découvre la situation de nombreux autres enfants. Avec son mari le révérend Martin ainsi que l'église baptiste missionnaire Chapelle Bennett de Possum Trot au Texas, elle invite des familles à adopter des enfants issus du système d'accueil local.

## Fiche technique
Sauf indication contraire, les informations mentionnées dans cette section peuvent être confirmées par la base de données cinématographiques IMDb,  présente dans la section « Liens externes ».
- Titre original : Sound of Hope: The Story of Possum Trot
- Réalisation et scénario : Joshua Weigel et Rebekah Weigel
- Musique : Sean Johnson
- Production : Joshua Weigel et Rebekah Weigel
- Société de production : Peacetree Productions
- Sociétés de distribution : Angel Studios
- Pays de production :  États-Unis
- Langue originale : anglais
- Format : couleur
- Genres : biographie, drame
- Dates de sortie:
  - États-Unis : 4 juillet 2024

## Distribution
- Elizabeth Mitchell : Susan Ramsey
- Demetrius Grosse : Révérend Martin
- Nika King : Donna Martin
- Joshua Weigel : Pasteur Mark
- Diaana Babnicova : Terri

## Accueil
Sur Rotten Tomatoes, le film a obtenu une moyenne de 83% de la presse et de
98% de l’audience.
Le film récolte 11,7 millions de dollars au box-office mondial, pour un budget de 8,5 millions de dollars.